# 가비의 리
 가비의 리(加比의 理, 표준어: 가비의 이)란 두 쌍 이상의 수의 비가 서로 같을 때, 비례식의 왼쪽 항들의 합과 오른쪽 항들의 합도 다시 그 비율이 된다는 정리이다. 즉,
{\displaystyle {\frac {a}{A}}={\frac {b}{B}}={\frac {c}{C}}}
(A, B, C 가 0이 아닐 때)
{\displaystyle ={\frac {a+b+c}{A+B+C}}}(A+B+C가 0이 아닐 때)이다.

## 증명
이 정리는 매개변수를 이용하여 간단히 증명되는데,
{\displaystyle {\frac {a}{A}}={\frac {b}{B}}={\frac {c}{C}}=k}
이라고 하면,
{\displaystyle a=kA}
{\displaystyle b=kB}
{\displaystyle c=kC}
이므로,
{\displaystyle {\frac {a+b+c}{A+B+C}}}
{\displaystyle ={\frac {kA+kB+kC}{A+B+C}}}
{\displaystyle ={\frac {k(A+B+C)}{A+B+C}}=k}
으로 증명된다.

## 같이 보기
유리식
유리 함수